# Manon (film)
Manon – francuski film kryminalny z 1949 roku w reżyserii Henri-Georges’a Clouzota. Zdjęcia kręcono w Vire (departament Calvados) oraz w rejonie miasta Arfud w Maroku. Obraz nagrodzono Złotym Lwem na 10. MFF w Wenecji.
Scenariusz został oparty na powieści Historia kawalera des Grieux i Manon Lescaut Abbé Prévosta, jednakże czas akcji został zmieniony w stosunku do literackiego oryginału – powieść rozgrywa się w XVIII w., film natomiast – pod koniec II wojny światowej (lata 1944–1945). Film opowiada o fatalnej miłości młodego partyzanta do kobiety oskarżonej o romansowanie z nazistami. 
Recenzenci krytykowali film za brak wierności literackiemu oryginałowi, chwalili natomiast jego formę i przekaz emocjonalny.